# 冈珀茨-梅卡姆死亡率定律
冈珀茨-梅卡姆死亡率定律（英語：Gompertz–Makeham law of mortality）认为，哺乳动物的年龄越大，其死亡率就越高。包括动物在内的人类生命体的老化和死亡概率随着年龄的增长会几何式的增长。人类过了30岁之后死亡率每8年会递增两倍。一般来说，100只动物就足以观察到符合冈珀茨法则的死亡曲线。然而研究者罗谢尔·巴芬斯滕（Rochelle Buffenstein）记录了3329只裸鼹鼠30多年来的数据，却发现裸鼹鼠的死亡风险不随年龄增长而上升（甚至还略有下降）。

2003 年美國人在每個年齡段死亡的估計概率。 30 歲以後死亡率隨年齡增長呈指數增長。